# Gynoplistia (Gynoplistia) bicolor
Gynoplistia (Gynoplistia) bicolor is een tweevleugelige uit de familie steltmuggen (Limoniidae). De soort komt voor in het Neotropisch gebied.